# Plan 75
Plan 75 è un film del 2022 diretto da Chie Hayakawa, al suo esordio alla regia di un lungometraggio.
È stato scelto come film rappresentante il Giappone nella categoria per il miglior film internazionale ai premi Oscar 2023.

## Trama
Nel futuro, in Giappone, il governo implementa un programma di eutanasia gratuita per le persone di età superiore ai 75 anni, allo scopo di contrastare l'invecchiamento della popolazione. Mishi, un'anziana vedova senza figli ma in salute, decide di sottoporsi al programma statale dopo essere stata licenziata dal suo lavoro di donna delle pulizie. Mishi non può pensare d'essere una disoccupata a carico dello Stato, e l'eutanasia è l'unico modo per non pesare sul Giappone.

## Distribuzione
Il film è stato presentato in anteprima mondiale il 20 maggio 2022 al 75º Festival di Cannes, nella sezione Un Certain Regard. È stato distribuito nelle sale cinematografiche giapponesi a partire dal 17 giugno 2022 e in quelle italiane da Tucker Film a partire dall'11 maggio 2023 (dopo un'anteprima nazionale fuori concorso al quarantesimo Torino Film Festival).

## Riconoscimenti
- 2022 - Festival di Cannes[3]
  - Menzione speciale alla Caméra d'or